# OIAUE
『OIAUE』（オイアウエ）は、日本のバンド　ボサノバカサノバが2010年7月7日にリリースした10枚目のアルバムである。

## 収録曲
1. Nana-C
2. 心
3. 自転車で行こうよ
4. いくじなし
5. The Gift
6. 爪紅のラヴ・レター
7. TUBERIDING
8. Tell Me Why
9. 月と星~夏のはじめのハーモニー~
10. GYPSY BLEU
11. 僕ノ彼女ハ左キキ
12. Nana
13. 39 My Love